# بيوتر كراوزيك
بيوتر كراوزيك هو لاعب كرة قدم بولندي في مركز الهجوم، ولد في 29 ديسمبر 1994 في سيدلس في بولندا. لعب مع غورنيك زابجه.

## وصلات خارجية
- بيوتر كراوزيك على موقع قاعدة بيانات كرة القدم.إي يو (الإنجليزية)
- بيوتر كراوزيك على موقع Soccerway.com (الإنجليزية)
- بيوتر كراوزيك على موقع عالم كرة القدم.نت (الإنجليزية)